# Gravity Grave
Gravity Grave — це пісня гурту «The Verve». Вона була видана третім синглом гурту у Британії, восени 1992 року. Ця композиція існує у двох версіях — «повній» (extended), тривалістю вісім з половиною хвилин та «редагованій», чотирьохвилиній (edit). Зазвичай, на своїх концертах, The Verve відігрували саме восьмихвилинну версію. Тим часом, на «коротку» версію був знятий відео-кліп, крім цього, «Gravity Grave (Edit)»  присутня на збірках колективу.
Сингл Gravity Grave посів 78 місце у UK Singles Chart і перше місце у UK Indie Chart. Після виходу синглу був влаштований перший у історії «Verve» концертний тур — сім виступів у містах Північної Англії.

## Композиції
- CD HUTCD 21

1. Gravity Grave (Extended Version) — 8:21
2. Endless Life — 5:32
3. A Man Called Sun (Live at Clapham Grand — 17/07/1992) — 5:29
4. Gravity Grave (Live Encore at Clapham Grand — 17/07/1992) — 2:35

- 10" HUTEN 21

1. Gravity Grave (Edit)
2. Endless Life — 5:32
3. She's a Superstar (Live at Clapham Grand — 17/07/1992)

- 12" HUTT 21

1. Gravity Grave (Extended Version) — 8:21
2. Endless Life — 5:32
3. A Man Called Sun (Live at Clapham Grand — 17/07/1992)